# スーパーファミコン
スーパーファミコン（SUPER Famicom）は、任天堂より日本・中華民国（台湾）・香港などで発売された家庭用ゲーム機。略記・略称はSFC、スーファミなど。日本発売は1990年11月21日、生産終了は2003年9月。
ファミリーコンピュータの後継機として開発された。同世代機の中では後発であったが、ファミリーコンピュータに引き続き、最多出荷台数を記録した。
北米・欧州・オーストラリア・ブラジルなどでは“Super Nintendo Entertainment System”（スーパーニンテンドーエンターテインメントシステム、略称：Super NES、またはSNES）、大韓民国では現代電子(現：SKハイニックス)・スーパーコンボイ（韓: 현대 슈퍼 컴보이）の名称で発売された。

## 沿革
- 1987年9月9日 - 京都新聞にて、山内溥社長（当時）が初めてスーパーファミコンに言及。
- 1988年11月21日 - 任天堂本社にて、試作機を披露し1989年7月発売を発表[4]。同年に本体と同時発売のソフト『マリオブラザーズ4』、『ドラゴンクエストV』発売と発表[5]。
- 1989年7月28日 - 任天堂本社にて、仕様が確定しファミリーコンピュータとの互換性のための「ファミコンアダプタ」は作らないと発表。サードパーティは21社、発売延期の理由はNintendo Entertainment Systemとゲームボーイの増産によって半導体が不足しているうえ、依然としてファミリーコンピュータ市場が活況を呈しているため[6]。
- 1990年
  - 6月21日 - 同年11月21日発売を発表。同時発売ソフトは3本、サードパーティは33社[7]。
  - 11月21日 - 日本国内発売開始。本体価格25,000円。セット内容は本体とコントローラ2個、取扱説明書のみで、テレビとの接続ケーブルやACアダプタ(ファミリーコンピュータ専用品が使用可能)は含まれていない[注 2]。
  - 12月 - シャープよりスーパーファミコン内蔵テレビ「SF1」発売[8]。画面サイズは14型、21型の2種類。
  - 同月 - 出荷台数、約65万台[9]。
- 1991年
  - 3月 - 出荷台数約149万台[10]。
  - 12月末 - 出荷台数約380万台[11]。
- 1992年
  - 1月9日 - 大容量化の周辺機器『スーパーファミコンCD-ROMアダプタ』をフィリップスのライセンスを得て、1993年1月発売を発表[12]するが取りやめに
  - 3月 - スーパーファミコンの音源性能をプレゼンテーションする目的で制作された音楽作品「任天堂スーパーファミコン・ゲームミュージック」発売。冒頭8曲は音楽制作機材を用いたリアレンジ版で、リアレンジは元ゴダイゴの浅野孝已が担当。
- 1993年
  - 3月18日 - 経営悪化していた衛星デジタル音楽放送に7億8200万円を出資するとともに、スーパーファミコンと衛星放送を結びつけるサービスを1994年4月から開始と発表[13]。
  - 12月 - 出荷台数、国内1136万台、米国1416万台[14]。
- 1994年
  - 3月14日 - スーパーファミコンを使用しテレビでゲームボーイソフトが遊べるアダプタ『スーパーゲームボーイ』を同年6月中旬発売と発表[14]。
  - 6月14日 - 『スーパーゲームボーイ』発売。
  - 6月23日 - 衛星放送を利用したデジタル放送を1995年2月から開始と発表[15]。
  - 94年後期 - 95年初期 - 型番が「SHVC-○○」から「SHVC-○○○J-JPN」に変更。
  - 12月21日 - 世界初のデジタルデータ放送「スーパーファミコン放送」を1995年4月1日から開始と発表[16]。
- 1995年
  - 2月23日 - 「スーパーファミコン放送」開始日を同年4月23日に延期することを発表[17]。
  - 4月1日 - BS音声放送局セント・ギガと共同で、専用アダプタ「サテラビュー」を接続したスーパーファミコンを受信端末とした、衛星データ放送の試験放送を開始。
  - 4月23日 - スーパーファミコン向け衛星データ放送の本放送を開始。
  - 12月14日 - 1996年2月1日より任天堂は自社ソフトの価格上限を引き下げると共に、ソフト評価機関スーパーマリオクラブで一定の評価を得たサードパーティ製ソフトのロイヤリティを引き下げると発表。ソフト価格を最大9,800円に設定した次世代機NINTENDO 64の発売を見据えた措置[18]。
- 1996年
  - 4月中旬 - 電話回線による通信対戦可能な機器『XBAND』がカタパルト・エンタテインメントから発売[19]。
  - 8月14日 - 本体の希望小売価格を9,800円に引き下げ。本体値引きクーポン券の期限切れによる代替措置。当時の実売価格は1万円台前半で推移していたが、日本国内において希望小売価格値下げが行われたのは初めて[20][8]。
  - 11月14日 - フラッシュメモリを利用してゲームソフトを書き換えるシステムをローソンで展開することで合意。1997年4月から試験運用、夏から本格稼働すると発表[21][22]。
- 1997年
  - 9月26日 - 東京都内のローソンにてゲーム書き換えサービス「ニンテンドウパワー」の試験運用を同年9月30日から、同年11月1日からサービス開始することを発表[23][24]。
  - 9月30日 - 「ニンテンドウパワー」の試験運用開始。順次日本全国に拡大。
- 1998年
  - 1月30日 - ポケットモンスターの人気を受け、スーパーゲームボーイに通信コネクタを追加した上位機種『スーパーゲームボーイ2』発売。
  - 3月27日 - 本体価格を2千円値下げした廉価機『スーパーファミコンジュニア』発売。価格7,800円[25]。
- 1999年3月31日 - 任天堂が衛星データ放送事業から撤退。4月以降、サテラビュー向け放送サービスはセント・ギガ単独提供で継続。
- 2000年6月30日 - セント・ギガがサテラビュー向け衛星データ放送終了。
- 2002年8月31日 - ニンテンドウパワー、ローソン店頭でのサービスを終了。以降は任天堂本社、各営業所へ引き継がれる。
- 2003年
  - 5月 - 部材調達の困難を理由に同年9月を以てスーパーファミコン及びスーパーファミコンジュニアの受注生産終了を決定[26]。
  - 6月 - スーパーファミコンに続き、スーパーファミコンジュニアの受注生産終了も決定[27]。
  - 9月 - スーパーファミコン及びスーパーファミコンジュニアの受注生産終了。
- 2004年 - 最終的な出荷台数は日本で1717万台、アメリカで2335万台、その他の国で858万台、全世界累計出荷台数4910万台[1]。
- 2007年
  - 2月28日 - ニンテンドウパワーサービス終了。
  - 10月31日 - スーパーファミコンの公式修理サポート受付終了。
  - 11月 - 「クラブニンテンドー」の2007年度プラチナ会員特典の内容が発表され、その一つとして「Wii スーパーファミコン クラシックコントローラ」が賞品として登場、翌年4月に希望した会員に発送された。このコントローラは、その名の通り、Wiiのクラシックコントローラとして本機のコントローラをほぼ完全に復刻させたもので、パッケージもスーパーファミコンの箱の絵柄に似せてある。
- 2012年6月 - スーパーファミコンJr.の公式修理サポート受付終了[28]。

## ハードウェア
開発当初は、当時最大の市場シェアを持っていたファミリーコンピュータとの互換性を維持するため、接続コードで繋ぐことによって映像音声出力およびコントローラを共通化した外部入力装置「ファミコンアダプタ」の使用が提示されていた。最終的には互換性の維持を断念し、新規プラットフォームとして発売された。

### 本体部
ハードウェアのスペックとしては、16ビットCPU 、32,768色（15bpp）から選択可能な16色のカラーパレットと、それらのカラーを適用可能な16色スプライト、一画面あたり最大128個のスプライト同時表示、背景の多重スクロールと回転・拡大・縮小表示機能、ソニーのDSPによるPCM音源の採用など、カタログスペックとしては同時代の一線級のものを取り揃えている。これによりファミリーコンピュータと比べ、表示や音源の処理能力が格段に向上した。
CPUクロック周波数は、3.58MHzと低めに設定されたため、演算速度は競合機に比べ高速ではなかった。また、音の品質にメモリ容量が大きく関わるPCMを音源としながら、その音源用DSPに用意されたバッファは64KBであり、他のゲーム機で多く使われたFM音源や、波形メモリ音源、PSGなどと異なる活用ノウハウを求められた。これによって多彩な表現を可能にしたが、特定の音色のみの品質が高くなったり、不自然な鳴り方になるなど、高品質な再生までには時間を要した。
カセット差し込み口シャッターは、ファミリーコンピュータ時代の手動式からスプリングによる自動開閉式に変更された。カセットを差し込む動きでシャッター部分が本体内部側へと倒れ、抜き出すと元に戻る。また電源スイッチを入れるとカセット差込口内部にツメが出る機構が備えられており、カセット前面下部のくぼみを引っかけロックされる。これによって電源スイッチを入れたままカセットを抜き差しすることはできなくなった。イジェクトレバーはボタン式に変更された。通電時には電源ランプが点灯する。
カセット接続端子は中央部と両端部とに分かれており、ソフトによって使われ方が異なっている（カセットの項目を参照）。

#### 仕様の詳細
- CPU: 5A22 65C816互換, カスタム 16bit
  - クロック周波数: 1.79MHz、2.68MHz、3.58MHzの三段階切替え（入力21.47727 MHz）
  - RAM: 128KB DRAM
- グラフィック: S-PPU1およびS-PPU2（生産途中からPPUのワンチップ化や、S-CPUとのワンチップ化もあり）
  - RAM: 64KB SRAM（VRAM、スプライトデータ、カラーパレットデータ）
  - 解像度: ノンインターレース256×224, 512×224, 256×239, 512×239 / インターレース512×448, 512×478
  - 画面: スプライトとバックグラウンド（BG）面最大4枚
  - BGキャラクターサイズ: 32×32 - 128×128
  - BG領域: 最大1,024×1,024（内部）
  - 色: 32,768色中から選択
    - BG面の枚数と発色数の組み合わせをモード0 - 7から選択。モードにより各BG面は4色、16色、256色から8パレットまで設定可

  - スプライト: 1画面中に最大128枚、横制限32枚。16色8パレットまで設定可。サイズ8×8、16×16、32×32、64×64からゲーム中に2つまでを設定可。縦反転・横反転表示可
  - 特殊エフェクト: BG面拡大縮小回転（1軸）、半透明、モザイク、ウインドウ、ラスター
    - 半透明を使用時はカラーパレットの8パレット中の半分の4パレットを割り当てる
    - 2軸回転はラスターとの組み合わせによる
- 音源チップ: S-DSP（DSP）および 制御用S-SMP（SPC700コア） クロック周波数1.024 MHz（入力24.576 MHz） ソニー製
  - RAM: 64KB SRAM（S-DSPに接続）
  - サンプリング周波数: 32kHz
  - 同時発音数: 8チャンネル
  - 16bit PCM音源 ステレオ（ADPCM）
- AV出力: RGB21ピン/S端子/ビデオ/RF
- 拡張コネクタ
- 外形寸法: 200mm（幅）×242mm（奥行き）×72mm（高さ）
- 重量: 約600g

スーパーファミコンの基板（SNS-CPU-RGB-01）に実装されているLSIの例。

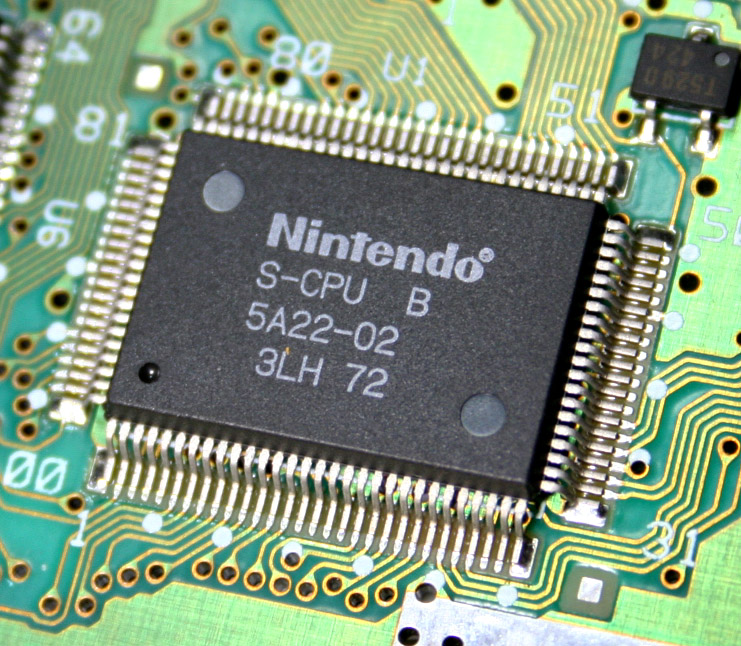
S-CPU B（5A22-02）
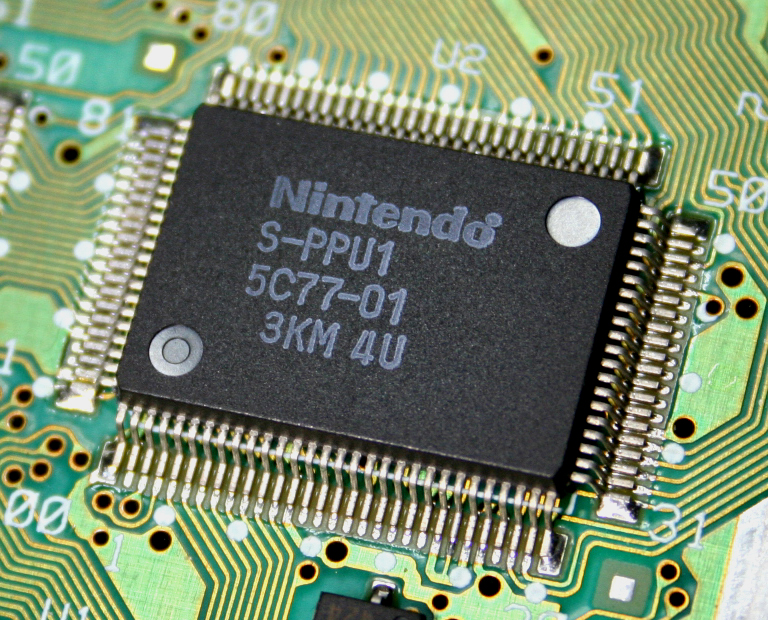
S-PPU1（5C77-01）
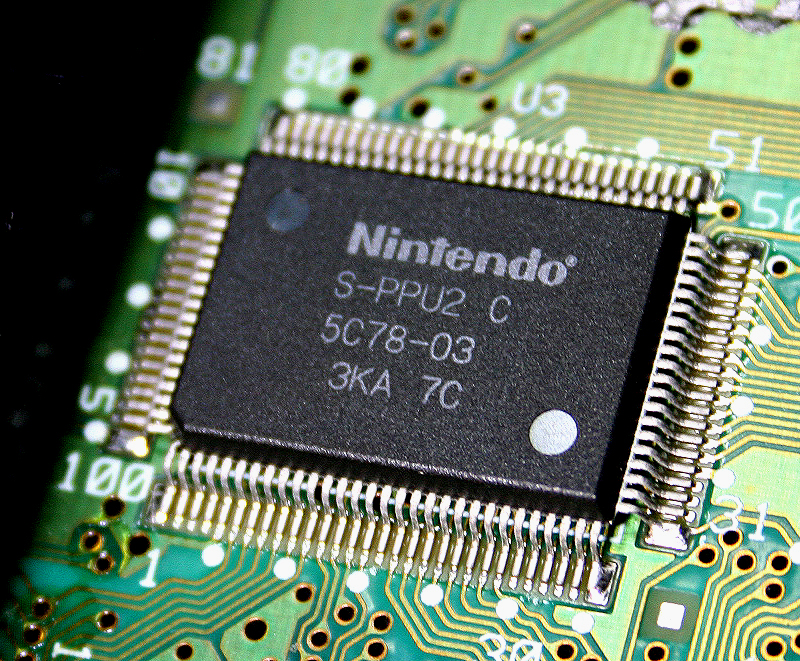
S-PPU2 C（5C78-03）
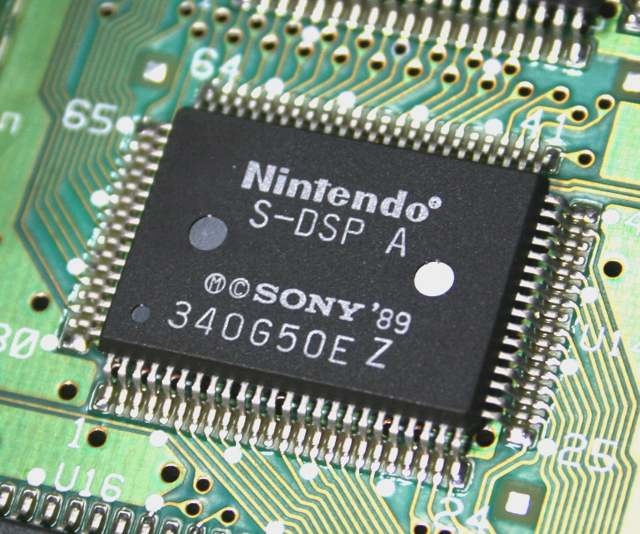
S-DSP A
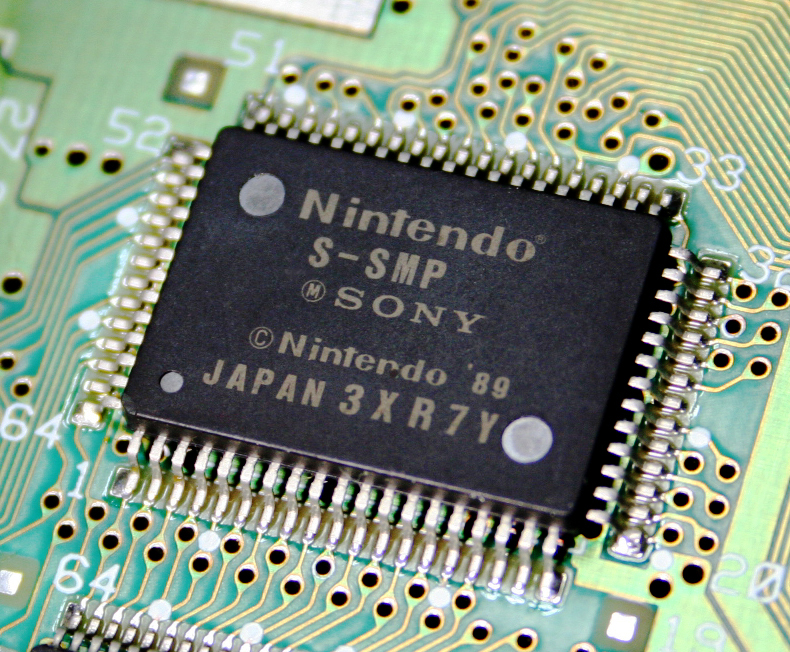
S-SMP

### 周辺部

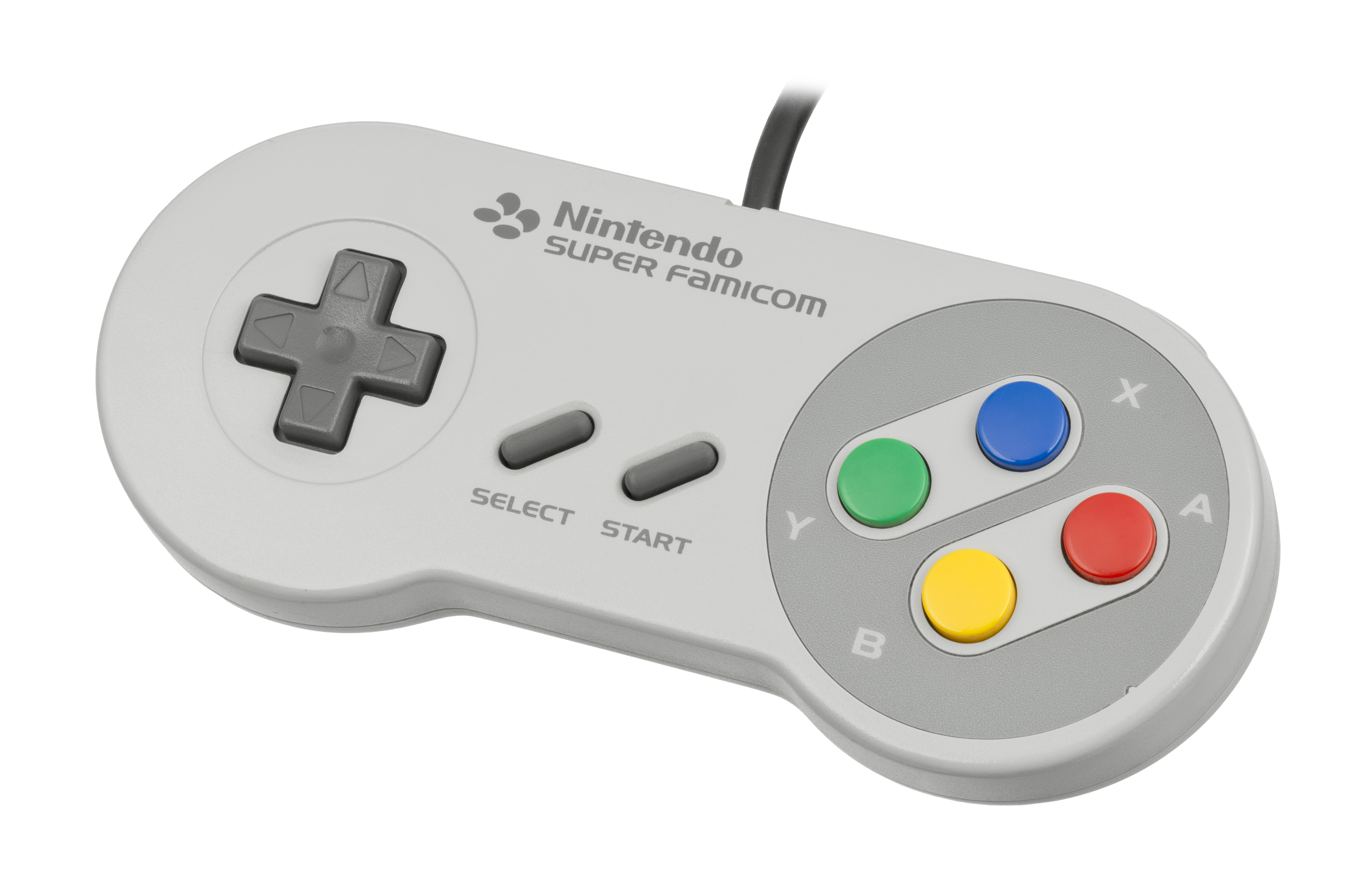
本体前面コネクタに接続して使用する純正コントローラ

コントローラは本体に2個同梱される附属品で、本体前面に2つ設けられているコネクタに接続する。コントローラの右側にあるボタンは、A・B・X・Yの4つで、上部の左右にはL・Rボタンがある。またコネクタは拡張端子の役割も兼ねており、ここに接続する様々な周辺機器も発売された。マルチタップ型の周辺機器を併用した、3人以上の同時操作による協力・対戦プレイを謳うタイトルも発売されている。初期のコントローラーはNintendoロゴが薄いグレーで内部ゴムの耐久性が弱いものだった。濃いグレーになったバージョンからは、内部ゴムが強化されている。また、初期はL、Rボタンの表記が2色成型だったが、途中からエンボス加工に変更になった。最終版のスーパーファミコンジュニアに付属のものは、Nintendoロゴ自体もエンボスになった。
ACアダプタ、RFスイッチ、75Ω/300Ω変換器はファミリーコンピュータと共通で、スーパーファミコン本体とは別売りであった。RCAピンジャックやS端子を備えたテレビの場合は別売り専用ケーブルにより接続可能であった。

### カセット
開発環境としてはソニーの32ビットワークステーション・NEWS（ニューズ）が使われた。
前世代機ファミリーコンピュータではメーカーやソフトによって様々な色やデザインのカセットが存在していたが、スーパーファミコンではほぼ全てのソフトが共通デザインのカセットを使用し、例外的なデザインのカセットもソフトも少数である。
通常のカセットの場合、そのサイズはファミリーコンピュータ用カセットよりも一回り大きい。前面部は緩やかに湾曲しており、中央上部にはメインのラベル、下部には本体側ロック機構用のくぼみがある。背面部は平坦で注意書きラベルが張られており、前面部と後面部の固定には特殊形状のビスを2本使用している。色は本体と同色のライトグレー。
衛星放送専用（または対応）カセットの場合、そのサイズは縦方向にさらに大きく、前面上側にメモリーパック差込口を備えている。色は通常カセットよりも濃いグレー。周辺機器の一つであるスーパーゲームボーイもほぼ同様の特徴である。
書き換え用SFメモリカセットの場合、形状は通常カセットとほぼ同様だが色はホワイト。メインラベルには書き換えたソフトのミニラベルを張るための余白部分がある。
特殊形状のカセットと特殊チップ使用の一部通常カセットはエッジ・コネクタの差し込み端子数が両端部に8ピン分多い。
ファミリーコンピュータの場合と同様、カートリッジスロットは拡張バスでもあるため、そのCPU性能の低さを補うための、演算補助用プロセッサや、実時間を反映させるためのRTC等の本体機能を補助する特殊チップをカートリッジに搭載したソフトも多く発売された。『パイロットウイングス』や『スーパーマリオカート』等では、DSP-1と呼ばれる固定小数点プロセッサを搭載、回転、ベクトル演算を補佐。スターフォックス、ワイルドトラックスなどの3Dポリゴンでのゲームを実現したスーパーFXチップや、SA-1と呼ばれる、本体の5A22CPUと同じコアを10MHzで動作させ、本体CPUと協調させてパフォーマンスを得るプロセッサ、ROM内のデータの伸張サポートや、プロテクト目的など、さまざまなものがソフトウェアに応じてカートリッジ内に搭載された。拡張端子部分はカセットのメイン端子の脇に物理的に増やすことで対処されていたが、NINTENDO 64やゲームボーイアドバンスなどの携帯機では特殊端子を増やすことはなくなった。
ソフトの箱や取扱説明書にも統一が行われており、通常カセットの場合はVHS用ビデオテープと同サイズの紙製外箱とプラトレイ、縦長の中綴じ説明書、衛星放送対応ソフトの場合はそれよりもやや横幅の広い外箱と紙製トレイ、同じくやや横に広い中綴じ説明書に揃えられている。
ロム容量は、ローンチタイトルの『スーパーマリオワールド』（1990年）で4メガビット（512キロバイト）、最大は『テイルズ オブ ファンタジア』（1995年）および『スターオーシャン』（1996年）の48メガビット（6メガバイト）。
ファミリーコンピュータではカセットや本体にごくわずかな振動があるだけでも動作停止していたが、スーパーファミコンはカセットの固定パーツが強化され、起動時にカセットを物理的に外せなくなったことで安全性が強化されている。ただし、端子の一部が接触不良のまま起動すると、スーパードンキーコングなどでコピーガードが誤発することがある。

## 本体
本機は1990年11月21日発売の初期型と1995年頃発売の後期型がある。型番は初期型はSHVC-001、後期型はSHVC-001 SHVC-JPN-1。本体カラーは両方ともグレー。

### バリエーション
スーパーファミコンジュニア（SUPER Famicom Jr.）

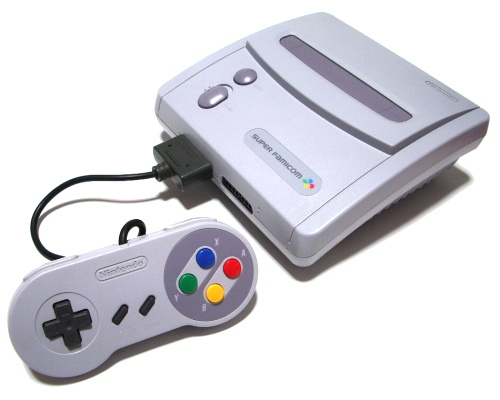
スーパーファミコンジュニア

1998年3月27日に発売された、スーパーファミコンの基本性能はそのままにデザインを一新・小型化し、RF出力、RGB21ピンケーブルおよびS端子ケーブルによる映像出力、RF端子、カセットイジェクト機構、 28ピン拡張コネクタ（サテラビューとの接続端子）、電源ランプを廃した廉価機である。型番はSHVC-101。同時発売ソフトは『星のカービィ3』。
セット内容は本体とコントローラ1個、取扱説明書のみだった。コントローラの型番はSNS-102と、従来のSHVC-005とは若干デザインが変わり、ケーブルの長さも2倍の約2mに延長されている。ローソンではSFメモリカセット同梱版も販売された。
RF出力端子は搭載されておらず、RF接続するには別売のNINTENDO64用のRFモジュレータ（NUS-003）が必要となる。AV仕様ファミリーコンピュータ用のRFモジュレータ（HVC-103）は使用できない。
サテラビューとの接続端子が省略されているので衛星データ放送の受信はできない。また、SHVC-001とはコントローラ1（1コン）端子とコントローラ2（2コン）端子の位置が異なるので、一部サードパーティ製のワイヤレスコントローラなど両方の端子へのコネクタが一体型となっている周辺機器は使用できない。
カセット差込口はSHVC-001より浅く、カセットを奥まで差し込んでも着脱防止用溝が若干見えたままになる。
スーパーファミコンボックス
業務用でホテルや旅館の客室に設置するために作られたスーパーファミコン。
1995年3月7日から10日にかけて、晴海の国際見本市会場で第23回国際ホテル・レストランショーが開催され、ホテルやレストランで使う機器を集めた展示会の中でベルウッドという会社のブースにスーパーファミコンボックスも展示されていたが任天堂製品である。
コントローラーが2つ付いた本体の中に5種類のソフトが内蔵されている。ソフト交換も可能。無料サービスにするか有料にするか設定変更が可能。
利用者はメニュー画面に従って操作をすることで、内蔵された中の好きなゲームを選べる。対戦プレーも可能。ゲームの操作方法も簡易な説明が表示される。

### 互換機
SF1
シャープが発売したスーパーファミコン内蔵テレビ。
プレイステーション（未発売）

スーパーファミコンとCD-ROMアダプタの一体型ゲーム機。競合他社への対抗策としてソニーと共同で専用CD-ROMシステム「プレイステーション」の開発が進められていた。
1991年6月にソニーが米国のゲームショーでスーパーファミコンと互換性を持つCD-ROM機を発表して新聞でも報道された翌日、今度は任天堂が記者会見でフィリップス社とCD-i規格を用いたゲーム機共同開発を発表したため、ソニーに冷や水を浴びせるかたちとなった。
ソニー側
ソニーにとって任天堂はスーパーファミコン用の部品を卸していた顧客でもあったため、法的手段には訴えず交渉を続けた結果、販売元がソニーから任天堂に移行するなど契約の変更がなされたが、任天堂は当時の2倍速CD-ROMでもゲームの読出し速度が不十分であることや、ライセンス許諾権の取り扱い（ソニー独自にライセンスを発行でき、任天堂の影響外で市場を形成できてしまう）などCD-ROMの権利を巡っての意見の相違などの理由を挙げ、一方のソニーは任天堂側の変心を訴えていた。
1993年発売予定だったがお蔵入りとなる。ソニーの久夛良木健によると、フィリップス社との共同開発機には、CD-iが採用されることになっており、CD-iをフィリップスと共同開発したソニーとしてCD-iにできること・できないことを理解しており、「任天堂さんとは道が離れた。進化の先に見ていたものが違った」と判断し、「だったら我々は我々の方法で、進化を加速させよう！」とソニーの独立したゲーム機、プレイステーションを開発することになった。
2015年7月、実際の所有者が写真および動画を公開し、2016年7月に別の情報が公開された。
任天堂側
1992年8月26日に行われた第4回初心会展にて、当時の任天堂社長の山内溥は1993年8月にはハードの量産ができ、CD-ROMを使用したゲームも開発中だがいいゲームソフトができない限り出荷はしないと述べていたが、その後フィリップス社とのCD-ROM機も世に出ることはなかった。

### 海外版

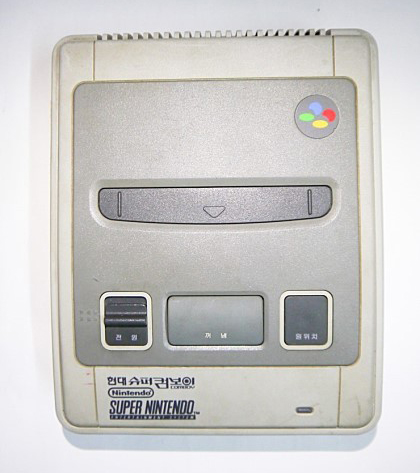
Hyundai Super Comboy

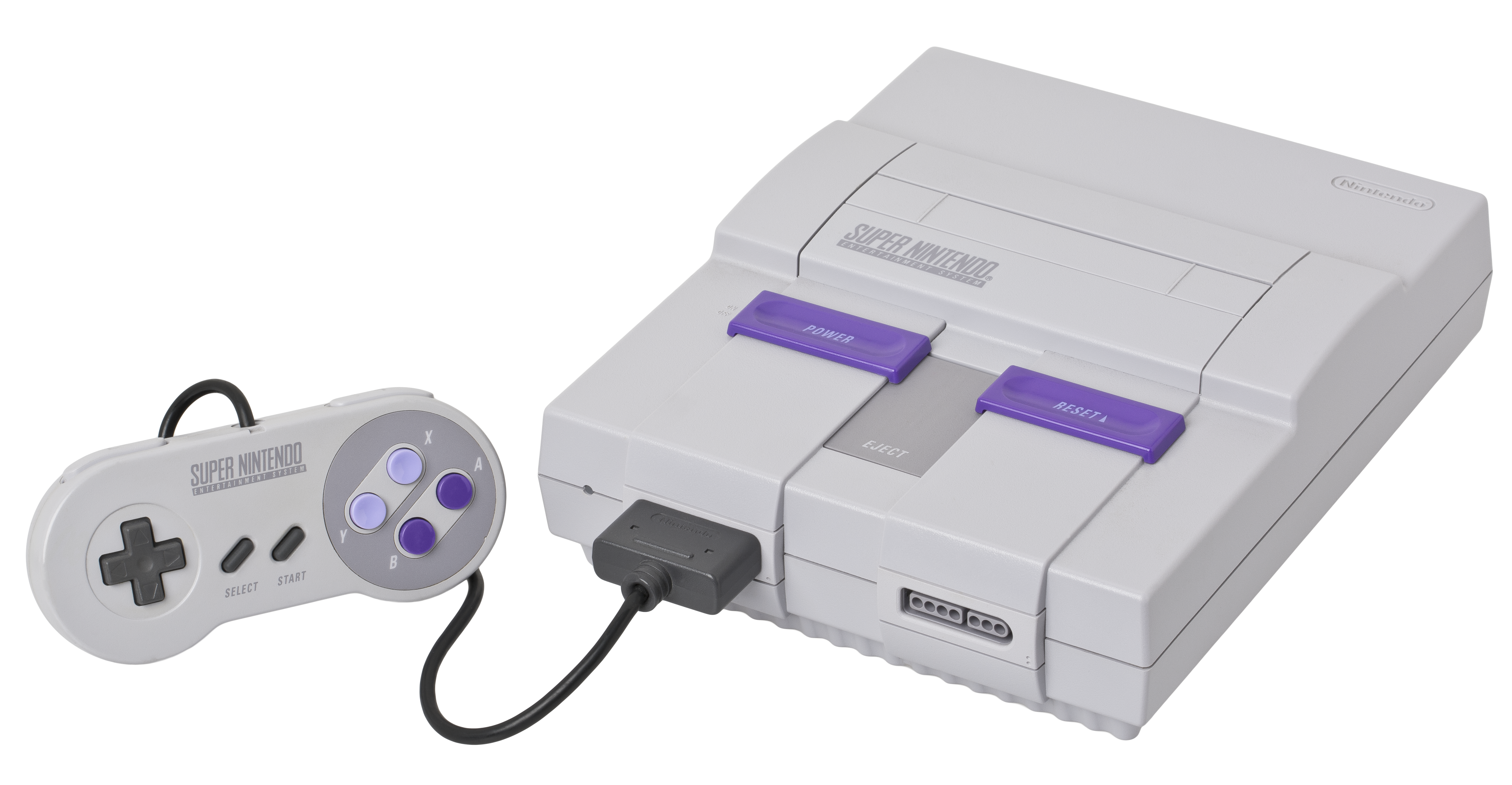
Super Nintendo Entertainment System

スーパーファミコンの北米版、・ヨーロッパ版。また、“Nintendo Entertainment System”（略称：NES、ファミリーコンピュータの北米・ヨーロッパ・アジア・オーストラリア版）の後継機にあたる。
コンソールに“Super Nintendo”の部分が大きく表記されていたため、現地では「スーパーニンテンドー」の愛称で親しまれた。“SNES”もしくは“Super NES”と略されることが多い。メーカー型番はSNS（北米）、SNSP（ヨーロッパ）。
スーパーコンボイ

スーパーファミコン（SNES）の韓国版であり、本体やカセットにはスーパーコンボイのロゴと共に、「Super Nintendo Entertainment System KOREAN VERSION」のロゴが記されている。
発売元が任天堂ではなく現代電子産業（現・SKハイニックス）となっているが、同時期のセガとサムスン電子との提携とは異なり、韓国でのライセンス生産ではなく任天堂からOEM供給したものである。
メーカー型番はHGM-3000（現代電子）、SNSN（任天堂）。

### 復刻版
ニンテンドークラシックミニ スーパーファミコン
本体を小型化し21種類のスーパーファミコン用ソフトを内蔵した復刻版「ニンテンドークラシックミニ スーパーファミコン」が2017年10月5日に発売された。収録作品の中には、当時開発されながら発売に至らなかった『スターフォックス2』も含まれている。
バーチャルコンソール

2006年発売のWii、2013年発売のWii U、2014年発売のNewニンテンドー3DSで、かつて発売された一部のゲームをダウンロード購入し、遊ぶことの出来るサービス。
スーパーファミコン Nintendo Switch Online

Nintendo Switchではオンラインサービス「Nintendo Switch Online」にて、2019年9月6日より専用ソフト『スーパーファミコン Nintendo Switch Online』がオンラインサービスの加入者向けにダウンロード可能となっている。スーパーファミコン用ゲームが収録（サービス開始時は20本）されており、オンラインで対戦や協力プレイが可能。また、同ソフト専用としてスーパーファミコンのコントローラを実物大に再現した「スーパーファミコン コントローラー」がオンラインサービス加入者限定で通信販売されている。

## 周辺機器

### 任天堂純正
- コントローラ（SHVC-005）
- カセット（SHVC-006）の例[注 9]。
- ステレオAVケーブル（SHVC-008）

型番のSHVCはSuper Home Video Computerの略。
| 型番     | 名称                  | 備考 | 発売日         |
| -------- | --------------------- | --- | -------------- |
| SHVC-005 | コントローラ          | スーパーファミコン専用のコントローラ。本体に2つ同梱。ファミリーコンピュータのコントローラに比べ、大幅にボタン数が増えた。初期のモデルはLRボタン表記が2色成型でなされているが、途中からエンボス加工に、またラバードームも強化版に変更された。                                                |                |
| SHVC-006 | カセット              | スーパーファミコンのソフト媒体のROMカセット。本体に差し込み、電源を入れるとラベル下のくぼみにカセットをロックするツメが引っかかり、イジェクト防止となっている。 |                |
| SHVC-007 | モノラルAVケーブル    | スーパーファミコンの映像と音声をテレビに出力するケーブル。音声はモノラルで出力される。AV仕様ファミコンでAV出力するときにもこれが必要。 |                |
| SHVC-008 | ステレオAVケーブル    | スーパーファミコンの映像と音声をテレビに出力するケーブル。音声はステレオで出力される。AV仕様ファミコンや、NINTENDO 64・ニンテンドー ゲームキューブでAV出力するときにもこれが必要。 |                |
| SHVC-009 | S端子ケーブル         | スーパーファミコンの映像と音声をテレビに出力するケーブル。音声はステレオで出力される。ステレオAVケーブルより高い画質で出力できる。初期型は、ケーブルの途中に小さなボックスが付いており、そこから3つのコードが分かれるようになっていた。NINTENDO64・ニンテンドーゲームキューブでも使用可能。 |                |
| SHVC-010 | RGBケーブル           | スーパーファミコンの映像と音声をテレビに出力するケーブル。音声はステレオで出力される。スーパーファミコンで最も高い画質が出力可能。 |                |
| SHVC-013 | スーパースコープ      | ワイヤレス式の光線銃。肩に背負い使用する。電源は単三乾電池6本。 | 1993年6月21日  |
| SHVC-014 | レシーバーパック      | スーパースコープの附属品。スーパースコープから発信される赤外線信号を受信する。コントローラコネクタ2に接続して使用する。 | 1993年6月21日  |
| SHVC-027 | スーパーゲームボーイ  | スーパーファミコンでゲームボーイ/カラー共通のソフトを使用できる。 | 1994年6月14日  |
| SHVC-028 | 衛星放送専用カセット  | 8MメモリーパックやROMパックを接続するのに使用するカセット。 | 1995年4月      |
| SHVC-029 | サテラビュー          | スーパーファミコンの衛星放送サービスを利用するための機器。28PIN拡張コネクタに接続して使用する。 | 1995年4月      |
| SHVC-030 | 専用AVセレクタ        | サテラビュー、BS機器、テレビの接続に使用する。 | 1995年4月      |
| SHVC-031 | 専用8Mメモリーパック  | サテラビューで配信されるデータを保存するメモリー。8Mbit（1MB）。 | 1995年7月7日   |
| SHVC-032 | 専用ACアダプタ        | スーパーファミコン、サテラビュー、専用AVセレクタに電源を供給する機器。線の途中にAC-DCコンバータがある。サテラビューを使用するときはこれを使用する。 | 1995年4月      |
| SHVC-033 | 専用電源中継ボックス  | スーパーファミコンとサテラビューの電源を共同で使えるようにする機器。DCカプラ。スーパーファミコンのDC INに接続する。 | 1995年4月      |
| SHVC-039 | ROMパック             | メモリーパックと異なりデータの書き換えは出来ず、読み出し専用。 | 1996年3月29日  |
| SHVC-040 | 衛星放送専用カセット  | 8MメモリーパックやROMパックを接続するのに使用するカセット。SHVC-028の後期型で、機能は同じ。 | 1996年         |
| SHVC-041 | SFメモリカセット      | ニンテンドウパワーの書き換えに使用するカセット。 | 1997年11月     |
| SHVC-042 | スーパーゲームボーイ2 | スーパーゲームボーイに、通信機能を搭載したもの。 | 1998年1月30日  |
| SNS-016  | マウスコントローラ    | スーパーファミコン用のマウス。SHVC-016は確認されていない。マリオペイントに附属。 単品販売もされた。コントローラコネクタに接続して使用。 | 1999年12月14日 |
| SNS-017  | マウスパッド          | マウスコントローラ用のマウスパッド。マリオペイントに附属。SHVC-017は確認されていない。 | 1999年12月14日 |
| SNS-102  | コントローラ          | スーパーファミコンJr.に附属。ケーブルが長くなっている。日本での単品販売はされていない。 |                |
| HVC-002  | ACアダプタ            | ファミリーコンピュータと共用。スーパーファミコンJr.、AV仕様ファミコン、バーチャルボーイ（別途ACアダプタタップが必要）にも流用可能。 | 1983年7月15日  |
| HVC-003  | RFスイッチ            | アンテナ線を介してテレビに接続させるための混合器。 ビデオ入力に対応していないテレビで必要になる。NINTENDO64、ニンテンドーゲームキューブと共用。 |                |
| HVC-004  | 75Ω / 300Ω変換器      | 75Ω同軸ケーブルを300Ωフィーダ線に変換する。ファミリーコンピュータと共用。 |                |
| NUS-003  | RFモジュレータ        | スーパーファミコンJr.をテレビにRF接続させるための変換器。コンポジットビデオ入力に対応していないテレビで必要になる。NINTENDO 64と共用。本来はNINTENDO64の周辺機器。 | 1996年6月23日  |
| NUS-009  | RFスイッチUV          | RFスイッチの改良版。ファミリーコンピュータ、NINTENDO 64と共用。本来はNINTENDO64の周辺機器。 | 1996年6月23日  |

※映像音声用のケーブルはその後に発売された任天堂家庭用ゲーム各機でも使用可能（ゲームキューブまで）ただし機種によっては使用不可のケーブルもある。

### その他（ライセンス商品）
- アスキーパッド（AS-131-SP）
- スーパーアドバンテージコントローラー
- HORI HAV-01

| 発売元         | 型番                     | 名称                                  | 備考 |
| -------------- | ------------------------ | ------------------------------------- | --- |
| バンダイ       | SFT-0100                 | スーファミターボ                      | スーファミターボ専用カセットを使用するためのアダプタ。 |
| アスキー       | A001AATFT                | ターボファイルツイン                  | 外部記録媒体。電源は乾電池。ターボファイルアダプターを接続することにより、ファミコン周辺機器のターボファイル、ターボファイルIIも使用可能。 |
| アスキー       | AS-131-SP                | アスキーパッド                        | |
| アスキー       | AS-8864-SF               | スーパーアスキースティック            | |
| アスキー       | AS-9982                  | ファイタースティックスペシャル        | |
| アスキー       | ASC-0401J                | アスキーグリップ                      | 片手コンローラー。 |
| イマジニア     | IMP-2                    | イマジニアパッドプラス                | |
| エポック社     |                          | バーコードバトラーII インターフェース | バーコードバトラーIIとスーパーファミコンを接続する機器。 |
| オプテック     |                          | マルチアダプターオート                | マルチタップ。ヨネザワ製マルチアダプターオートの後継。 |
| オプテック     |                          | ワイヤレスマルチショット2             | ヨネザワ製ワイヤレスマルチショットの後継。 |
| カプコン       | CP-SO1CAN                | カプコンパッドソルジャー              | |
| カプコン       | CPS-A10CA                | カプコンパワースティックファイター    | |
| コナミ         | JE510                    | MODEL510                              | リーサルエンフォーサーズで使用する銃型コントローラ。 |
| コナミ         | RU009                    | 必殺コマンドコントローラ              | |
| ハドソン       | HC-691                   | スーパージョイカード                  | |
| ハドソン       | HC-696                   | スーパーマルチタップ                  | マルチタップ |
| ハドソン       | HC-700                   | スーパーマルチタップ2                 | 同社のキャラクター（当時）・ボンバーマンを模したデザインのマルチタップ。 |
| ホリ電機       | HAV-01                   | AVアダプター                          | 市販のRCAケーブルやS端子ケーブルが接続できるようになる変換器。 |
| ホリ電機       | HSD-07                   | SGBコマンダー                         | |
| ホリ電機       | HSJ-11                   | スーパーホリコマンダー                | |
| ホリ電機       | HSJ-12                   | ファイティングスティック              | |
| ホリ電機       | HSJ-14                   | ファイティングコマンダー              | |
| ホリ電機       | HSM-07                   | ホリマルチタップ                      | マルチタップ |
| ホリ電機       | HST-07                   | スーパーターボ                        | 連射用ユニット |
| マイコンソフト | XE-1 SFC                 | インテリジェントジョイスティック      | |
| ヨネザワ       |                          | マルチアダプターオート                | マルチタップ |
| ヨネザワ       | ワイヤレスマルチショット |                                       | |
| ヨネザワ       |                          | 早押しツインタップ                    | 史上最強のクイズ王決定戦Super用コントローラ |
| サンソフト     |                          | 必殺パチンココントローラー            | |
| サミー         | SC-C1                    | 実戦パチスロコントローラー            | |
| 日商岩井       |                          | XBANDモデム スターターキット          | カタパルト・エンタテインメント製。通信対戦サービス用の周辺機器。電話回線・対応ソフト・専用プリペイドカードを接続しマッチング対戦やメール通信サービスなどを利用することが可能。他にゲーム業界の情報を知るためのニュースやBANDWIDTHのサイトにもアスセスするなどのインターネットにも近いサービスでもある。ゲーム雑誌にはXGALSが広告として載せられていた。 |
| NTTデータ      |                          | 通信セットNDSF                        | 「通信モデムNDM24」と、テンキーつきのキーパッド（コントローラ）などのセット。JRA PAT（競馬の電話投票システム）用。 |
| リコー教育機器 | LB100S                   | レーザバーディ                        | 室内用ゴルフシミュレータ。専用ソフト「ゲットインザホール」とセンサーマット、レーザークラブなどのセット。 |

## ソフトウェア
対応ソフトは1990年から2000年の間に1,447タイトル（非ライセンス品を含まず）発売された。
ローンチタイトルは『スーパーマリオワールド』と『F-ZERO』。『F-ZERO』や少し遅れて発売された『パイロットウイングス』は、当時の他のゲーム機にはなかった、画像の拡大縮小回転といったスーパーファミコンの性能をフルに生かした内容であった。
1991年7月には『ファイナルファンタジーIV』が発売され、本体の普及に貢献する。
1992年頃から、ゲームの大容量化によりソフト価格が高騰。定価を「1万円程度」とするソフトが多くなる。しかし『ストリートファイターII』、『スーパーマリオカート』、『真・女神転生』、『ドラゴンクエストV 天空の花嫁』、『ファイナルファンタジーV』などの人気ソフトが相次いで発売されたことでゲーム機市場の主導権を握ることとなった。この状態は次世代機への世代交代となった1996年頃まで続く。
1993年2月21日にはスーパーFXチップを初搭載した3Dポリゴンソフト『スターフォックス』が発売される。
同年春には味の素マヨネーズの懸賞に非売品スーパーファミコンソフト『もと子ちゃんのワンダーキッチン』が登場。以降、非売品ソフトを景品として採用する動きが盛んになる。
1994年にはソフトの価格がさらに高騰、『ファイナルファンタジーVI』を皮切りに1万円を超えるソフトが出始める。
1995年8月にはPlayStationとセガサターン間で繰り広げられていた次世代機の値下げ競争に合わせ『マリオのスーパーピクロス』に店頭価格より安く本体が購入できるクーポン券を同梱。以降発売の『スーパードンキーコング2』『スーパーマリオRPG』『星のカービィ スーパーデラックス』にも同様のクーポン券が同梱される。
1996年11月には任天堂より『スーパードンキーコング3』が発売される。世間では次世代機に移行している中で、人気シリーズの続編ということもあって国内販売180万本を記録し、晩年期を代表する作品となった。
1997年12月1日にはニンテンドウパワーで『平成 新・鬼ヶ島 前編』『平成 新・鬼ヶ島 後編』『同級生2』の3作が初の書き換え専用新作ソフトとして供給開始。
1998年4月24日には『ロックマン&フォルテ』が発売される。ニンテンドウパワーでの書き換えを除く通常販売での新作としては最後のスーパーファミコンソフトとなった。
2000年12月1日にはニンテンドウパワーにて『メタルスレイダーグローリー ディレクターズカット』の書き換えが開始された。ライセンス品では最後に販売されたスーパーファミコンソフトとなる。
非公認ソフトとしては2014年に『Nightmare Busters』、2017年に『Unholy Night: The Darkness Hunter 魔界狩人』が発売されている。

## 反響
既に発売されていたPCエンジン、メガドライブを超える規模のシェアを獲得し、16ビットゲーム機（第四世代）でも、任天堂はメインプレーヤーの座を堅持した。一方で最大市場の北米とフランス・ヨーロッパ・オーストラリア等の欧州市場では先行していたGENESIS（北米版メガドライブ）、メガドライブとほぼ互角状態で市場を分け合った。
2003年生産終了、2007年には任天堂による修理も打ち切られたが、2008年2月の調査「保有しているゲーム機ランキング」（オリコンランキング）でPlayStation 2（62.3%）、ニンテンドーDS（55.4%）に次ぐ第3位（42.5%）を記録するなど、サポート終了後も根強い人気を誇るハードである。

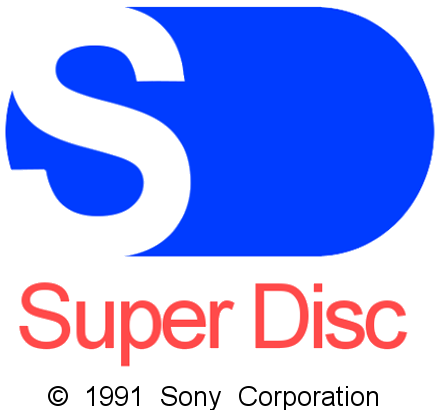
スーパーディスクのロゴ